# Leucogeranus
Leucogeranus is een geslacht van vogels uit de familie kraanvogels (Gruidae). Het geslacht telt 1 soort.

## Soort
- Leucogeranus leucogeranus – Siberische witte kraanvogel